# Liste des œuvres de Edy Toulmouche
 (mars 2025).
La mise en forme du texte ne suit pas les recommandations de Wikipédia : il faut le « wikifier ».
Les points d'amélioration suivants sont les cas les plus fréquents :
- Les titres sont pré-formatés par le logiciel. Ils ne sont ni en capitales, ni en gras.
- Le texte ne doit pas être écrit en capitales (les noms de famille non plus), ni en gras, ni en italique, ni en « petit »…
- Le gras n'est utilisé que pour surligner le titre de l'article dans l'introduction, une seule fois.
- L'italique est rarement utilisé : mots en langue étrangère, titres d'œuvres, noms de bateaux, etc.
- Les citations ne sont pas en italique mais en corps de texte normal. Elles sont entourées par des guillemets français : « et ».
- Les listes à puces sont à éviter, des paragraphes rédigés étant largement préférés. Les tableaux sont à réserver à la présentation de données structurées (résultats, etc.).
- Les appels de note de bas de page (petits chiffres en exposant, introduits par l'outil «  Source ») sont à placer entre la fin de phrase et le point final[comme ça].
- Les liens internes (vers d'autres articles de Wikipédia) sont à choisir avec parcimonie. Créez des liens vers des articles approfondissant le sujet. Les termes génériques sans rapport avec le sujet sont à éviter, ainsi que les répétitions de liens vers un même terme.
- Les liens externes sont à placer uniquement dans une section « Liens externes », à la fin de l'article. Ces liens sont à choisir avec parcimonie suivant les règles définies. Si un lien sert de source à l'article, son insertion dans le texte est à faire par les notes de bas de page.
- La présentation des références doit suivre les conventions bibliographiques. Il est recommandé d'utiliser les modèles {{Ouvrage}}, {{Chapitre}}, {{Article}}, {{Lien web}} et/ou {{Bibliographie}}. Le mode d'édition visuel peut mettre en forme automatiquement les références.
- Insérer une infobox (cadre d'informations à droite) n'est pas obligatoire pour parachever la mise en page.

Pour une aide détaillée, merci de consulter Aide:Wikification.
Si vous pensez que ces points ont été résolus, vous pouvez retirer ce bandeau et améliorer la mise en forme d'un autre article.

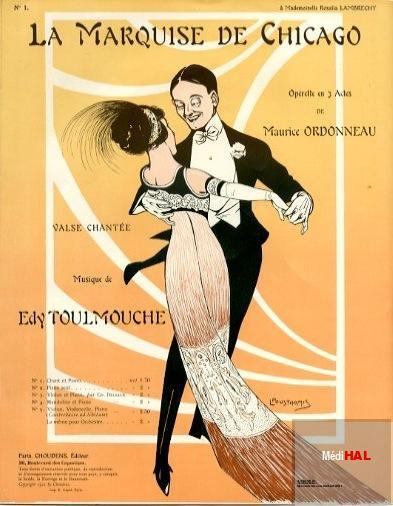
Œuvre de Edy Toulmouche

Edy Toulmouche ou Eddy Toulmouche n'est pas le pseudonyme de Frédéric Toulmouche comme écrit dans de nombreux articles ou sites officiels actuels mais celui de Frédéric Louis de Jonghe, 3e enfant né le 26 septembre 1886 à Nantes 5eme Canton et fils du mariage de Louise Marie Antoinette Dureau avec Gustave Léonard de Jonghe.
Edy Toulmouche devient le fils de Frédéric Toulmouche au mariage avec sa mère, et il sera connu comme maestro chef d'orchestre, entre autres lors de la représentation de la danseuse Mata Hari en 1917, mais aussi comme pianiste en classique, traditionnel en Concerto pour piano de Grieg et moderne, chef de chant à l'Opéra-comique, et compositeur d'opérettes et de pantomimes. Edy Toulmouche épouse Yvonne Lemercier de l'Opéra-comique en 1909 et décède à Riva-Bella le 23 janvier 1923 à l'Age de 35 ans.
Cette liste regroupe les œuvres non exhaustive de Edy Toulmouche qui a écrit plusieurs œuvres pour orchestre, chant, piano. La plus connue est La marquise de Chicago.
Toutes les compositions musicales du tableau ci-dessous sont aussi de Edy Toulmouche.

## Œuvres
Edy (voire Eddy) Toulmouche, fils de Frédéric Toulmouche, était également compositeur, mais son style musical semble s’être démarqué quelque peu de celui de son père. Il coécrit La Mome Flora et termine Chez la somnambule, œuvres de son père décédé subitement .
| Date | Titre                                | Section                                 | Type                | Textes                                                     | Info                                    |
| ---- | ------------------------------------ | --------------------------------------- | ------------------- | ---------------------------------------------------------- | --------------------------------------- |
| 1909 | La Mome Flora                        |                                         | Opérette en 2 actes | Frédéric Toulmouche Maurice Ordonneau Octave Pradels       | Théâtre de La Scala 26 décembre         |
| 1909 | Chez la somnambule                   |                                         | Opérette en 1 acte  | Edy Toulmouche Alexandre Bisson                            | Théâtre Casino de Paris 24 avril        |
| 1909 | Blanc et noir                        | Chorégraphie Mariquita                  | Pantomime en 1 acte |                                                            | Théâtre Opéra-Comique 12 juin           |
| 1910 | La D'moiselle du Tabarin             |                                         | Opérette en 3 actes | Maurice Ordonneau Edmond Missa Edmond Diet André Alexandre | Théâtre Casino de Paris 25 mars         |
| 1911 | La marquise de Chicago               | Violon                                  | Opérette en 3 actes | Maurice Ordonneau Fernand Beissier louis Hérel             | Casino d'Enghien-les-Bains 26 septembre |
| 1911 | Passepied dans le style ancien       | Piano conducteur et parties d'orchestre |                     |                                                            |                                         |
| 1913 | Le Menuet Rouge                      |                                         | Pantomime en 1 acte |                                                            | Asnieres                                |
| 1914 | le Pouing-Pouing ou l'Etrange hasard |                                         |                     |                                                            | Casino d'Enghien-les-Bains 21 mai       |
| 1917 | Le chat Botté                        |                                         |                     | Henri Rossi                                                | Théâtre de Cluny                        |